# Erfstadhouder

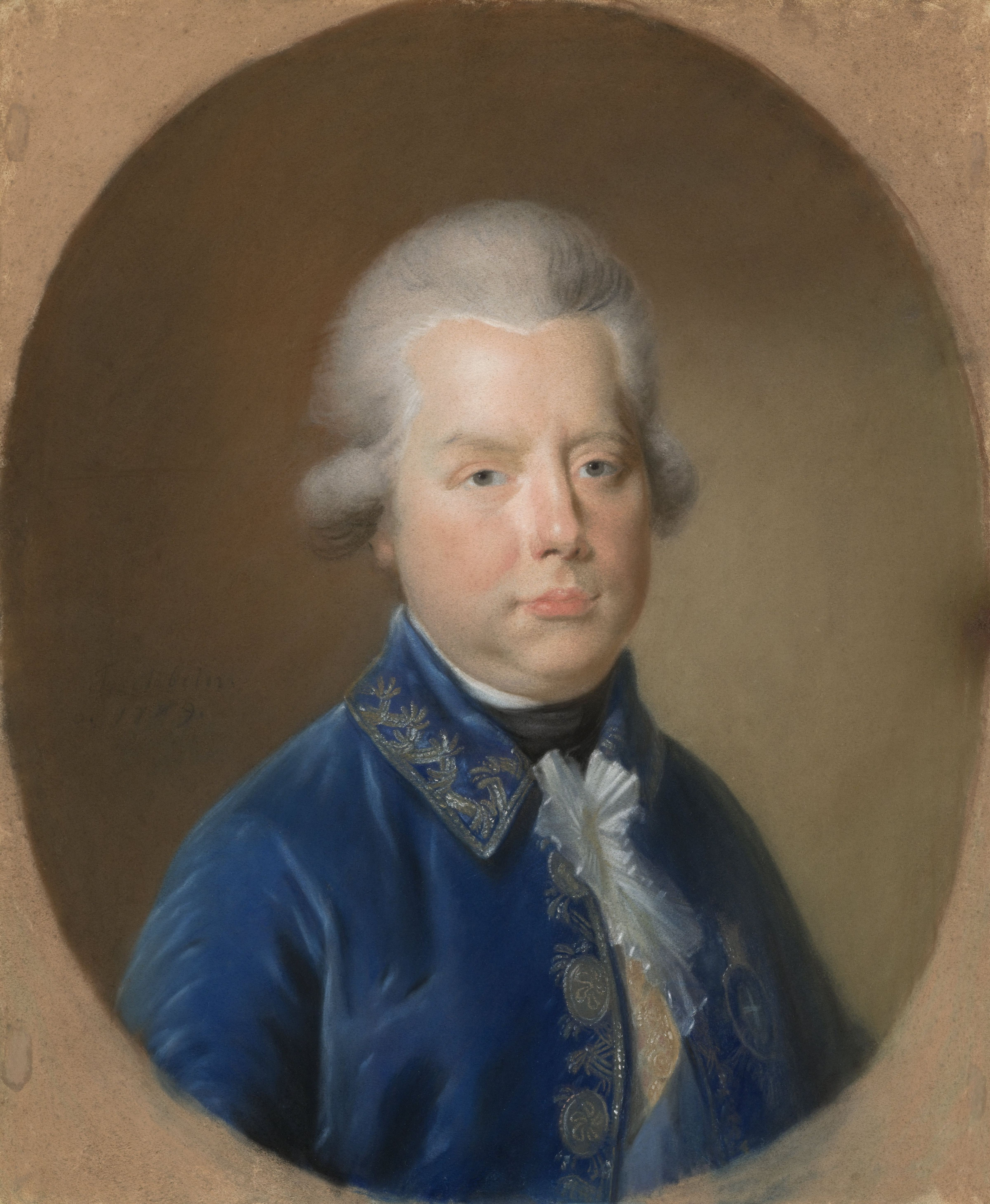
Willem V van Oranje-Nassau, de laatste erfstadhouder van de Nederlanden

Erfstadhouder is de benaming voor de functie die bekleed werd door de stadhouders van de gewesten Holland en Zeeland vanaf 1674, Friesland vanaf 1675, en de laatste twee stadhouders van alle gewesten van de Republiek der Verenigde Nederlanden vanaf 1747.
In Holland en Zeeland werden in 1674 de Statencolleges gedwongen het stadhouderschap erfelijk te verklaren. Met het kinderloos overlijden van stadhouder Willem III op 19 maart 1702 bleef de regentenmacht gegarandeerd. Tussen 1702 en 1747 waren er in Holland en Zeeland geen stadhouders meer benoemd. Deze periode staat bekend als het Tweede Stadhouderloze Tijdperk.
In Friesland was het stadhouderschap in 1675 erfelijk verklaard door de Staten van Friesland aan Hendrik Casimir II van Nassau-Dietz (1657-1696), zodat na hem zijn zoon Johan Willem Friso van Nassau-Dietz (1687-1711) stadhouder van Friesland werd. Tot 1707 was zijn moeder regentes. De erfelijkheid was slechts tot Friesland beperkt. Na het overlijden van Johan Willem Friso in 1711 werd Willem IV erfstadhouder van Friesland. In Groningen werd hij pas bij zijn meerderjarigheid in 1708 tot stadhouder benoemd. In Drenthe was een stadhouderloze periode van 1702-1716.
Bij het aantreden van prins Willem IV van Oranje-Nassau in Holland, Zeeland en Utrecht in 1747 besloten alle zeven gewesten de functie van stadhouder en kapitein-generaal van het leger na zijn overlijden over te laten gaan op zijn oudste zoon, Willem V van Oranje-Nassau. Het algemeen erfelijk stadhouderschap was een wezenlijk element in het staatsbestel, al was een resolutie van de Staten-Generaal voldoende geweest om het af te schaffen. Zowel de algemeenheid als de erfelijkheid gaven de positie van Willem IV en V enigermate het karakter van een constitutionele monarchie. Dit is echter onjuist: de afzonderlijke gewestelijke Staten waren de soevereinen, aan wie ook de erfstadhouders ondergeschikt waren. De benaming van de staat blijft dan die van een republiek, de Republiek der Verenigde Nederlanden. Zo werd in 1747 - om de stabiliteit te vergroten en de continuïteit te bevorderen - naar analogie het in Duitsland gebruikelijke systeem van prins en erfprins overgenomen, zoals deze ook bestond bij de erfprins van Oranje. De functie van stadhouder bleef zodoende tot het afschaffen ervan in 1795 een ambt, dat in 1747 erfelijk werd.
Tot 1747 was er één stadhouder voor de gewesten Friesland en Groningen, die doorgaans gekozen werd uit het Huis Nassau-Dietz, en één stadhouder voor de gewesten Holland, Zeeland, Utrecht, Overijssel en Gelderland, die doorgaans gekozen werd uit het huis Oranje. Daar het eigen erfgoed van beide vorstenhuizen in 1702 verenigd werd, kwamen alle gewesten vanaf 1747 (het einde van het Tweede Stadhouderloze Tijdperk voor Holland en Zeeland) en in Gelderland op 9 februari 1748 onder één erfstadhouder te vallen. Op 8 maart 1766 legde Willem V van Oranje-Nassau als tweede en laatste de eed af als erfstadhouder in de vergadering van de Staten-Generaal.